# Polska na Letnich Igrzyskach Paraolimpijskich 1992
Polskę na Letnich Igrzyskach Paraolimpijskich 1992 reprezentowało 40 sportowców (36 mężczyzn i 4 kobiety), którzy zdobyli w sumie 32 medale.

## Medale

### Złoto
- Jerzy Dąbrowski - pchnięcie kulą (THS4)
- Jerzy Dąbrowski - rzut dyskiem (THS4)
- Waldemar Kikolski - bieg na 800 m (B2)
- Mirosław Pych - wielobój (B2)
- Jerzy Szlęzak - bieg na 200 m (TS3)
- Andrzej Wróbel - bieg na 800 m (C7-8)
- Ryszard Fornalczyk - podnoszenie ciężarów, waga do 67,5 kg
- Krzysztof Palubicki - podnoszenie ciężarów, waga do 100 kg
- Ryszard Tomaszewski - podnoszenie ciężarów, waga do 90 kg
- Krzysztof Ślęczka - pływanie, 150 m stylem zmiennym (SM4)

### Srebro
- Renata Chilewska - rzut oszczepem (C5>8)
- Jerzy Dąbrowski - rzut oszczepem (THS4)
- Waldemar Kikolski - bieg na 1500 m (B2)
- Waldemar Kikolski - bieg na 5000 m (B2)
- Jerzy Szlęzak - bieg na 400 m (TS3)
- Henryk Kohnke - podnoszenie ciężarów, waga do 60 kg
- Krzysztof Owsiany - podnoszenie ciężarów, waga do 56 kg
- Edyta Okoczuk - pływanie, 100 m stylem grzbietowym (S7)
- Krzysztof Ślęczka - pływanie, 100 m stylem dowolnym (S5)
- Krzysztof Ślęczka - pływanie, 50 m stylem grzbietowym (S5)
- Krzysztof Ślęczka - pływanie, 50 m stylem dowolnym (S5)
- Tadeusz Bogusz, Czesław Humerski, Andrzej Iwaniak, Janusz Kłos, Jerzy Kruszelnicki, Stanisław Leja, Jacek Lojtek, Marian Warda, Maciej Wróblewski, Adam Zawiślak - piłka siatkowa

### Brąz
- Andrzej Godlewski - rzut oszczepem (B2)
- Barbara Kucharczyk - wielobój (B3)
- Mirosław Pych - bieg na 100 m (B2)
- Jarosław Wiśniewski - bieg na 200 m (TS3)
- Andrzej Wróbel - bieg na 1500 m (C7-8)
- Andrzej Greń - podnoszenie ciężarów, waga do 50 kg
- Mirosław Maliszewski - podnoszenie ciężarów, waga do 82,5 kg
- Janusz Sala - podnoszenie ciężarów, waga do 90 kg
- Wiesław Król - pływanie, 100 m stylem grzbietowym (B2)
- Arkadiusz Pawłowski - pływanie, 100 m stylem grzbietowym (SB2)

## Reprezentanci

### Lekkotletyka
- Renata Chilewska
- Jerzy Dąbrowski
- Andrzej Godlewski
- Waldemar Kikolski
- Barbara Kucharczyk
- Mirosław Pych
- Jerzy Szlęzak
- Grzegorz Szuterkiewicz
- Jarosław Wiśniewski
- Andrzej Wróbel

### Podnoszenie ciężarów
- Ryszard Fornalczyk
- Andrzej Greń
- Marian Gryglas
- Edmund Klimek
- Henryk Kohnke
- Mirosław Maliszewski
- Krzysztof Owsiany
- Krzysztof Palubicki
- Janusz Sala
- Ryszard Tomaszewski
- Krzysztof Wodecki

### Pływanie
- Małgorzata Adamik
- Wiesław Król
- Edyta Okoczuk
- Mirosław Owczarek
- Arkadiusz Pawłowski
- Mirosław Piesak
- Roman Reszczyński
- Marek Szpojnarowicz
- Krzysztof Ślęczka

### Siatkówka
- Tadeusz Bogusz
- Czesław Humerski
- Andrzej Iwaniak
- Janusz Kłos
- Jerzy Kruszelnicki
- Stanisław Leja
- Jacek Lojtek
- Marian Warda
- Maciej Wróblewski
- Adam Zawiślak